# Gertrude Mongella

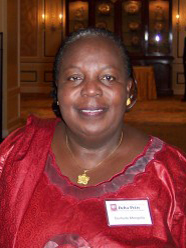
Gertrude Mongella 2005

Gertrude Ibengwe Mongella (* 13. September 1945 auf Ukerewe, Viktoriasee, Tansania) war von 2004 bis 2009 die erste Präsidentin des Panafrikanischen Parlaments der Afrikanischen Union. 2009 wurde sie für eine weitere Amtszeit bis 2014 wiedergewählt.
Nach einem Studium der Erziehungswissenschaften an der University of Dar es Salaam wurde Mongella unter Julius Kambarage Nyerere und Ali Hassan Mwinyi unter anderem von 1982 bis 1986 Frauen- und von 1985 bis 1987 Tourismusministerin sowie 1989 bis 1991 Ministerin ohne besonderen Aufgabenbereich in Tansania. Danach wechselte sie als Diplomatin in den Dienst der Vereinten Nationen und leitete unter anderem von 1993 bis 1995 die UN-Weltfrauenkonferenz. Im März 2004 wurde sie zur Präsidentin des Panafrikanischen Parlaments gewählt. Im Jahre 2005 wurde sie für ihren Einsatz für Frieden in Afrika mit dem Delta Prize for Global Understanding ausgezeichnet. Ebenfalls 2005 erhielt sie den Martin-Luther-King-Gedenkpreis Drum Major for Justice Award. Sie ist Ehrenratsmitglied des World Future Council.